# Natalia Mijéyeva
Natalia Fiódorovna Mijéyeva (en ruso: Ната́лья Фёдоровна Михе́ева Natália Fiódrovna Mikhéeva o Natalia F. Mijeeva, Mikheyeva, Mikheeva en transliteraciones a otros idiomas) (nacida en Leningrado, Unión Soviética, 2 de enero de 1954) es una filóloga, hispanista, académica y doctora en ciencias rusa, catedrática y Directora del Departamento de Idiomas de la Universidad Rusa de la Amistad de los Pueblos, autora de múltiples investigaciones sobre la dialectología española y de los diccionarios ruso-españoles. Fundadora del área científica de la dialectología intervariante del español.

## Biografía
Nació en 1954 en la ciudad de Leningrado, actualmente San Petersburgo. En 1976 se graduó del Instituto Estatal Pedagógico de Lenguas Extranjeras de Minsk, donde en 1987 obtuvo el grado de doctora (PhD) en Ciencias Filológicas con la tesis doctoral Formas pronominales de tratamiento en las variantes nacionales cubana y argentina del español y en 2003 realizó su investigación postdoctoral El español en el suroeste de los EEUU en la Universidad Rusa de la Amistad de los Pueblos.
Desde 1999 es catedrática y Directora del Departamento de Idiomas de la Universidad Rusa de la Amistad de los Pueblos.

## Ciencia
Se dedica al estudio de la dialectología del español en los Estados Unidos de América y a la comunicación intercultural. Ha publicado los resultados de sus investigaciones en más de 150 trabajos científicos entre artículos, monografías y manuales académicos para las universidades, además de asesorar a 10 doctorandos en lingüística.
Junto con la filóloga rusa Natalia Firsova es autora del Diccionario Español Latinoamericano-Ruso que ha tenido tres reediciones.

## Publicaciones[2]
Список научных трудов Михеевой Н.Ф. Archivado el 8 de marzo de 2016 en Wayback Machine.
- Испанский язык на территории юго-западных штатов Америки (El Español en el Suroeste de los EEUU). − Moscú, editorial URAP, 2002
- Испанский язык и межкультурная коммуникация (El Español y la Comunicación Intercultural). − М.: Moscú, editorial АПК y ПРО, 2003.
- Испанско-русский и русско-испанский словарь для всех (Diccionario Español-Ruso y Ruso-Español para todos) (en coautoría con Natalia Firsova). − Moscú, editorial URAP, 2006
- Межвариантная диалектология испанского языка (Dialectología intervariante del Español). −  Moscú, editorial URAP, 2007
- Методика преподавания иностранных языков (Metodología de la Enseñanza de las Lenguas Extranjeras). −  Moscú, editorial URAP, 2007
- Sobre la clasificación de los dialectos de las lenguas romano-alemanas // Forma y Función. – Bogotá, 2005, N.º 23. – Pp. 35 – 59.
- The Spanish Language on  the  Territory  of  South-Western  States  of America // Communicating for Social Impact. – Montreal, 2008
- Sobre el problema de la actividad innovadora en la esfera de la educación // 2nd European Communication Conference.  – Barcelona, 2008
- To the problem of the appearance of new integral culture // Vth International conference “The language: a phenomenon without frontiers”. − Varna., 2008